# Riverside Records
Riverside Records est un label discographique américain, anciennement basé à New York, actif entre 1953 et 1964. Fondé par Orrin Keepnews et Bill Grauer, Jr., le label a joué un rôle important dans l'industrie du disque de jazz pendant une décennie,. Le siège de Riverside était situé au 553 West 51st Street.

## Histoire
La compagnie se fait connaître en rééditant, dans la série Jazz Archives, les enregistrements classiques d'artistes comme Jelly Roll Morton, Louis Armstrong et Bix Beiderbecke.
En 1955, le label publie l'album Thelonious Monk Plays Duke Ellington et s'oriente ainsi vers le jazz moderne. Le label poursuit sa collaboration avec Monk et publie plusieurs albums devenus des classiques du Jazz tels Brilliant Corners en 1956 et Thelonious Monk with John Coltrane en 1957, paru sur la filiale Jazzland Records.
Le pianiste Bill Evans rejoint lui aussi le label et y enregistre de nombreux disques de 1956 à 1963 dont le légendaire Sunday at the Village Vanguard de 1961. Le label, au cours des années 1950 et au début des années 1960, enregistre de nombreux jazzmen le plus souvent proches du style hard bop, tels que Cannonball Adderley, Sonny Rollins, Wes Montgomery.
En 1963, Riverside Records fait faillite peu après le décès de Billy Grauer. Le catalogue appartient depuis 1972 au groupe Fantasy Records qui est une filiale de Concord Music Group.